# Cantor Fitzgerald
Cantor Fitzgerald, L.P. (по-русски «Ка́нтор Фицдже́ральд») — американская компания, оказывающая финансовые услуги и специализирующаяся на институциональном капитале, торговле инструментами с фиксированным доходом, также обслуживает средний рынок, предоставляя услуги инвестиционного банкинга, первичного брокерства и финансирования коммерческой недвижимости. Основана в 1945 году.
Cantor Fitzgerald входит в число 24 первичных дилеров, уполномоченных Федеральным резервным банком Нью-Йорка на торговлю ценными бумагами правительства США. В более чем 30 офисах Cantor Fitzgerald, расположенных в финансовых центрах Америки, Европы, Азиатско-Тихоокеанского региона и Ближнего Востока, работают 1600 сотрудников. Вместе со своими филиалами Cantor Fitzgerald действует более чем в 60 офисах, расположенных в 20 странах, и насчитывает более 12 500 сотрудников.
До 2001 года штаб-квартира компании находилась между 101-м и 105-м этажами Северной башни Всемирного торгового центра в Нью-Йорке, непосредственно над местом столкновения самолёта рейса 11 American Airlines во время терактов 11 сентября. В тот день погибли 658 сотрудников Cantor Fitzgerald, что стало самым большим числом жертв среди всех организаций, пострадавших в результате атак.

## Ранняя история
Cantor Fitzgerald был основан в 1945 году Бернардом Джеральдом Кантором и Джоном Фицджеральдом в качестве инвестиционного банка и брокерской фирмы. Впоследствии компания получила известность благодаря своему компьютерному брокерству облигаций, качеству институциональной модели распределения бизнеса и статусу одного из ведущих дилеров государственных ценных бумаг на рынке.
В 1965 году Cantor Fitzgerald начала активно развивать направление продаж и торговли акциями для институциональных клиентов. В 1972 году компания стала первой в мире электронной торговой площадкой для государственных ценных бумаг США, а в 1983 году — первой, предложившей глобальные услуги брокерской деятельности на рынке государственных ценных бумаг США.
В 1991 году Говард Лютник был назначен президентом и генеральным директором Cantor Fitzgerald, а в 1996 году занял должность председателя Cantor Fitzgerald, LP.

## Теракты 11 сентября 2001 года
Корпоративная штаб-квартира Cantor Fitzgerald и офис в Нью-Йорке, располагавшиеся на 101-м и 105-м этажах башни Всемирного торгового центра 1 в Нижнем Манхэттене (на 2—6 этажей выше зоны поражения рейсом 11 American Airlines), были уничтожены во время терактов 11 сентября 2001 года. В 8:46:46, через 18 секунд после столкновения самолета с башней, сервер Goldman Sachs выдал предупреждение об отключении своей торговой системы из-за невозможности подключения к серверу Cantor Fitzgerald. Поскольку все лестничные клетки, ведущие выше зоны поражения, были разрушены в результате первоначального столкновения или заблокированы дымом, огнём и обломками, все сотрудники, находившиеся на работе в то утро, погибли в результате терактов. 658 из 960 сотрудников, работавших в Нью-Йорке, погибли или пропали без вести, что составило 68,5 % от общего числа персонала. Это значительно превышает потери любого другого арендатора Всемирного торгового центра, Департамента полиции, полицейского департамента Портового управления, пожарной службы или Министерства обороны. Также погибли 46 подрядчиков, сотрудников общественного питания и посетителей офисов Cantor Fitzgerald 14. Генеральный директор Говард Лютник в тот день отсутствовал в штаб-квартире, но среди погибших был его младший брат Гэри. Говард Лютник поклялся сохранить компанию, и в течение недели она смогла восстановить свои торговые операции.
19 сентября 2001 года Cantor Fitzgerald пообещала в течение следующих пяти лет направлять 25 % прибыли фирмы на нужды семей 658 погибших сотрудников Cantor Fitzgerald, eSpeed и TradeSpark, а также оплачивать их медицинское страхование в течение десяти лет. В 2006 году компания выполнила своё обещание, выплатив в общей сложности 180 млн долл. США (и дополнительно 17 млн долл. США из фонда помощи, которым управляла сестра Лютника, Эди).
До терактов Cantor Fitzgerald обрабатывала около четверти ежедневных транзакций на рынке казначейских ценных бумаг, объём которого исчислялся триллионами долларов. Благодаря усилиям, в том числе со стороны лондонского офиса 19, компания смогла восстановить свою инфраструктуру. В настоящее время штаб-квартира Cantor Fitzgerald находится в Мидтауне на Манхэттене. История восстановления компании легла в основу книги Тома Барбаша «On Top of the World: Cantor Fitzgerald, Howard Lutnick, and 9/11: A Story of Loss and Renewal» (рус. На вершине мира: Кантор Фицджеральд, Говард Лютник и 11 сентября: история потерь и возрождения) и документального фильма «Out of the Clear Blue Sky» (рус. Из ясного голубого неба).
2 сентября 2004 года Cantor Fitzgerald и ряд других организаций подали гражданский иск против Саудовской Аравии, обвинив её в предполагаемой передаче средств угонщикам и Аль-Каиде. Позднее к иску присоединилось Портовое управление Нью-Йорка и Нью-Джерси. Большинство претензий к Саудовской Аравии были отклонены 18 января 2005 года.
В декабре 2013 года Cantor Fitzgerald урегулировала свой иск против American Airlines на сумму 135 млн долл. США. Cantor Fitzgerald подала в суд, требуя компенсацию за потерю имущества и перерыв в ведении бизнеса, утверждая, что авиакомпания проявила халатность, позволив угонщикам подняться на борт рейса 11.

## Последующая история
5 декабря 2014 года два аналитика Cantor Fitzgerald вошли в двадцатку лучших аналитиков по версии TipRanks. Cantor Fitzgerald успешно занимается андеррайтингом специализированных компаний по приобретению (SPAC), лидируя среди всех банков по андеррайтингу SPAC в 2018 и 2019 годах.

## Благотворительность
Эди Лютник написала книгу «Неразрывная связь: Нерассказанная история о том, как 658 семей Cantor Fitzgerald пережили трагедию 11 сентября и последующие годы». Все доходы от продажи книги направлялись в Cantor Fitzgerald Relief Fund и благотворительные организации, которым он оказывает поддержку.
Cantor Fitzgerald Relief Fund выделил 10 млн долл. США на помощь семьям, пострадавшим от урагана Сэнди. Говард Лютник и фонд помощи «взяли под опеку» 19 начальных школ в пострадавших районах, предоставив каждой семье из этих школ предоплаченные дебетовые карты на сумму 1000 долларов. Общая сумма помощи семьям, пострадавшим от урагана, составила 10 млн долл. США.
Через два дня после того, как торнадо в Муре (Оклахома) в 2013 году унёс жизни 24 человек и причинил увечья сотням других, Говард Лютник пообещал пожертвовать 2 млн долл. США семьям, пострадавшим от торнадо. Помощь была предоставлена семьям в виде дебетовых карт номиналом 1000 долларов.
Каждый год 11 сентября Cantor Fitzgerald и её филиал BGC Partners жертвуют 100 % своих доходов на благотворительные цели в рамках ежегодного Дня благотворительности, который изначально был создан для сбора средств в помощь семьям сотрудников Cantor, погибших в результате терактов во Всемирном торговом центре. С момента своего основания День благотворительности собрал 192 млн долл. США для благотворительных организаций по всему миру.

## Руководство

### Председатели
1. Берни Кантор (1945—1996)
2. Говард Лютник (1996—2025)
3. Брэндон Лютник (с 2025)[24]

### Генеральные директоры
1. Берни Кантор (1945—1991)
2. Говард Лютник (1991—2025)
3. Паскаль Банделье, Сейдж Келли и Кристиан Уолл (содиректора) (с 2025)[24]